# Бигфут (серийный убийца)
Бигфут (англ. Big Foot) — прозвище неопознанного американского серийного убийцы, который в течение нескольких месяцев 1975 года совершил серию из 7 убийств девушек и женщин, и серию из 7 изнасилований на территории города Детройт, штат Мичиган. Все жертвы являлись представительницами маргинального слоя общества и были замечены в занятии проституцией. Все убийства произошли недалеко от центра города, в районе под названием «Cass Corridor».

## Серия убийств
В качестве жертв преступник выбирал молодых девушек в возрасте от 16 до 22 лет, занимающихся проституцией. В январе 1975 года неизвестный совершил как минимум 4 изнасилования. Жертвы обратились в полицию и описали внешность преступника, на основании чего был составлен его фоторобот. В период с 16 февраля по 19 октября 1975 года преступник совершил 7 убийств, сопряженных с изнасилованиями. Две жертвы являлись белыми, а остальные пять темнокожими. 

## Список жертв
1) Валинда Браун, была убита 16 февраля.
2) Джули Браун, 16 лет, была убита 24 апреля.   
3) Регина Фоши, 19 лет, была убита 1 мая.   
4) Наоми Холл, 22 года, была убита 3 мая.    
5) Эория Дик, 22 года, была убита 13 июня.         
6) Андреас Кокстон, 22 года, была убита 13 июля.          
7) Дороти Холмс, 43 года, была убита 19 октября.

## Расследование
В ходе расследования жертвы преступления и другие свидетели заявили, что преступник передвигался на автомобиле «Oldsmobile» бежевого цвета. Предлагая 15 долларов за предоставление сексуальных услуг, он заманивал жертв в свою машину, после чего, угрожая ножом, подвергал жертву избиению, изнасилованию и содомии.  Убийца был описан свидетелями как афроамериканец, имевший растительность на лице и прическу «афро»,  который обладал высоким ростом, имел мускулистое телосложение и находился в возрасте от 30 до 35 лет. Следствие также предполагало, что неизвестный страдал акромегалией, так как согласно свидетельствам и другим уликам, обладал крупными размерами ладоней и ног, благодаря чему получил прозвище «Бигфут».
После огласки этой информации в конце 1975 года ряд общественных организаций по защите женщин от насилия и несколько сотен жителей района «Cass Corridor» организовали митинг напротив местного полицейского участка, обвинив полицию в небрежном расследовании из-за социального статуса жертв и обратились к администрации города с требованием провести расследование и наказать полицейских чиновников, потому как жертвы убийств не были вовремя проинформированы о серии преступлений и не смогли принять дополнительные меры предосторожности. В качестве одного из доказательств протестующие показали полицейскую листовку с описанием внешности убийцы, где был указан телефонный номер для связи, звонок на который был недоступен в ночное время. Представители правоохранительных органов опровергли эти обвинения, заявив, что полиция делает достаточно, чтобы поймать этого человека, однако вынужденно подтвердили, что с опозданием указали в листовках телефонный номер для звонков в любой экстренной ситуации, который возможно было совершить в любое время суток.

## Подозреваемый
В результате расследования впоследствии в качестве основного подозреваемого был объявлен темнокожий житель Детройта 29-летний Карл Мэйвезер, который был арестован 27 января 1976 года во время попытки изнасилования женщины в городе Ривер-Руж. Мейвезер был представителем социально-благополучного слоя общества и занимал руководящую должность в небольшой компании, владельцем которой являлся его отец. Тем не менее, было установлено, что ранее он привлекался к уголовной ответственности по обвинению в совершении нападения на женщину и был условно-осуждён. Так как Мэйвезер отличался высоким ростом, атлетическим телосложением, носил обувь 47-го размера и очень хорошо соответствовал фотороботу преступника, после предъявления ему в феврале 1976 года обвинений в совершении изнасилования и совершении ограбления он стал проверяться на причастность к серийным убийствам.
Однако в последующие месяцы было установлено, что на момент совершения как минимум четырёх убийств Карл Мейвезер имел алиби, вследствие чего никаких обвинений в совершении убийств ему в дальнейшем предъявлено не было и он был исключен из числа подозреваемых.
Личность серийного убийцы в последующие годы так и не была установлена.